# U Pegasi
U Pegasi är en förmörkelsevariabel av W Ursae Majoris-typ (EW/KW) i stjärnbilden Pegasus. 
Stjärnan varierar mellan magnitud +9,23 och 10,07 med en period av 0,374781439 dygn, eller ungefär 9 timmar.